# Autorytet epistemiczny
Autorytet epistemiczny – wiarygodność merytoryczna w oczach danej grupy. Osoby nim obdarzone są, w uznaniu innych osób, kompetentne do oceny prawdziwości danych twierdzeń w określonym zakresie. Nie dotyczy podejmowania decyzji. Odnosi się jedynie do siły perswazji i legitymizacji wiedzy (jest w związku z tym przeciwstawiany autorytetowi deontycznemu czy  autorytetowi moralnemu, odnoszącym się do działania). Osoba obdarzona wysokim autorytetem epistemicznym z zakresu fizyki teoretycznej będzie w stanie przekonać laików co do strunowej natury światła bez potrzeby przeprowadzania poważnego naukowego dowodu. 
Autorytet epistemiczny jest też nazywany „autorytetem wiedzącego” (z grec. episteme znaczy „wiedza”) przysługuje ludziom, którzy lepiej od nas znają przedmiot, np. nauczyciele, rzeczoznawcy. P jest autorytetem epistemicznym dla A w dziedzinie D wtedy i tylko wtedy, gdy A w zasadzie uznaje za prawdziwe każde zdanie, które mu zostało zakomunikowane przez P w sposób twierdzący, a które należy do dziedziny D.
Autorytet ten może być uzasadniony i w wielu wypadkach jest rozumnie uzasadniony poprzez wnioskowanie. 